# 日本惑星協会
日本惑星協会（にほんわくせいきょうかい、英称：The Planetary Society of Japan、TPSJ）は、1999年に設立された、太陽系を中心とする宇宙開発の啓蒙活動を目的とする市民団体。2011年7月に解散したが、2015年7月に活動を再開した。

## 活動目的
以下の活動目的を掲げている。
1. 宇宙開発に関する社会教育の推進を図る活動
2. 宇宙規模の視点で地球環境の保全を図る活動
3. 宇宙の平和利用に関する国際協力の活動
4. 太陽系探査推進を主是とし、宇宙機関への働きかけを図る活動
5. 以上の活動を行う個人及び団体の運営又は活動に関する連絡助言又は援助の活動

## 沿革

### 設立から解散まで
惑星協会の活動主旨に賛同して、1999年9月に特定NPO法人として日本惑星協会が設立された。
日本の小惑星探査機「はやぶさ」ミッションでは、はやぶさのターゲットマーカーに名前を乗せる「星の王子さまに会いに行きませんか」キャンペーンを行い、約88万人の応募を集めた。
太陽系を中心とする宇宙開発の啓蒙活動に取り組んできたが、関係者の高齢化が進み、2011年7月20日に最後のメールマガジンを配信して解散した。解散時の会員は約350人、メールマガジンの読者は約1万人に達していた。
2011年解散時の理事長は水谷仁（JAXA名誉教授、『ニュートン』編集長）。富士ゼロックス（現:富士フイルムビジネスイノベーション）、株式会社博報堂、三菱電機株式会社、小川モータ株式会社（自動車修理販売業）などが賛助会員であった。

### 活動再開
2015年7月、4年ぶりに活動を再開することが発表され、同年7月21日に活動再開を宣言した。
活動再開に当たっての新体制では、水谷仁を会長、井本昭を推進事務局の事務長に据え、新たに外部から協会の活動に助言・提言を行う「アドバイザリーカウンシル」を設ける。

## 【組織構成】
日本惑星協会名誉会長
水谷仁
理事会
阿部新助、井本昭、大西浩次、船瀬龍、吉川真、吉田和哉
TPSJ アドバイザー
高岸敏雄．的川泰宣

## 推進事務局（事業本部）
■事務長：井本昭 
■財務執行担当：梅木里恵

■TPSJ 全体会議
特定会員により適時実施されます。総会はこれに当たります。
■Chapter of TPS（将来の米国惑星協会との連携を検討する部会）
矢野創（カウンターパーソン）、井本昭（業務執行担当）
■運用企画室
池下章裕（コーディネイタ）、山岡均、梅本雅之（教育普及）、薮田ひかる、原田玲子（惑星科学教育）
■惑星科学・探査推進チーム
井本昭、永山悦子、清水貴明、森永直花
■対外協力室
連携・協力機関団体 : PDC LOC（Planetary Defense Conference Local Organizing Committee ）、APAON（Asia-Pacific Asteroid Observation Network）、Asteroid Day、ISAS/JAXA、JSGA 
調整担当：吉川真、井本昭、
■IT メディア事業推進室
松尾陽功、宮崎剛、木達一仁、山下啓

■アドバイザリーカウンシル（Advisory Council）
アドバイザリーカウンシルは日本惑星協会外部から、意見、助言・提言を頂くコミュニティです。
Councilor : 縣秀彦、安部正真、荒井朋子、新井真由美、池下章裕、板倉龍、宇津巻竜也、梅本雅之、小野雅裕、木達一仁、上坂浩光、小松睦美、高井研、高野淑識、谷川智康、知元陽子、津田雄一、寺薗淳也、長沼毅、永山悦子、林公代、春山純一、廣井孝弘、福原直人、松浦晋也、松尾陽功、松本直記、三島和久、宮崎剛、矢野創、薮田ひかる、山岡均．渡部義弥、 
※ 吉川真、井本昭（連絡・調整担当）